# Ninian Stephen
Ninian Martin Stephen, KG, AK, GCMG, GCVO, KBE (15 de junho de 1923 – 29 de outubro de 2017) foi um jurista australiano, que serviu como Governador-geral da Austrália.